# Becada de les Chatham
La becada de les Chatham (Coenocorypha pusilla) és una espècie d'ocell de la família dels escolopàcids (Scolopacidae) que habita el terra dels boscos, essent endèmic de les illes Chatham, al sud de Nova Zelanda.